# Afrique du Sud aux Jeux olympiques d'hiver de 1998
Cet article contient des informations sur la participation et les résultats de l'Afrique du Sud aux Jeux olympiques d'hiver de 1998.
Pour la troisième fois de son histoire, l'Afrique du Sud participait aux Jeux olympiques à Nagano au Japon. L'Afrique du Sud envoyait deux athlètes Alexander Heath, qui participait aux épreuves de ski alpin, et Shirene Human, qui participait à l'épreuve de patinage artistique.

## Ski alpin
| Nom             | Épreuve                | Place                      | Résultat                                  |
| --------------- | ---------------------- | -------------------------- | ----------------------------------------- |
| Alexander Heath | Super G (m) Slalom (m) | DNF (Super G) 26e (Slalom) | Pas fini (Super G) 2 min 14 s 44 (Slalom) |

## Patinage artistique
| Nom           | Épreuve           | Place | Points      |
| ------------- | ----------------- | ----- | ----------- |
| Shirene Human | Individuel femmes | 24e   | 35,5 points |